# ریونه یونیورسال اویا
ریونه یونیورسال اویا (به انگلیسی: Rivne Universal Avia) یک شرکت هواپیمایی است. دفتر مرکزی ریونه یونیورسال اویا در ریونه، اوکراین واقع شده‌است و قطب این شرکت هواپیمایی در فرودگاه بین‌المللی ریون قرار دارد.